# Harry Julian Allen
Harry Julian Allen (1 de abril de 1910 - 29 de enero de 1977), también conocido como Harvey Allen, fue un ingeniero aeronáutico y un Director de la NASA Centro de Investigación Ames, conocido sobre todo por su "Teoría del cuerpo romo" sobre las reentrada atmosféricas, que permitió que los vehículos espaciales pudieran ser recuperados al regresar a la Tierra después de una misión. Su técnica se sigue utilizando hoy en día.

## Carrera
Allen nació en Maywood, Illinois. Asistió a la Universidad de Stanford, recibiendo un Bachelor of Arts en ingeniería en 1932 y un título de Ingeniero Aeronáutico profesional en 1935. En 1936, se unió al Comité Consultivo Nacional para la Aeronáutica de la NACA Langley Memorial Aeronautical Laboratory. En 1940, se trasladó al Laboratorio de Investigación Ames, donde desempeñó el cargo de Jefe de la sección de Aerodinámica Teórica (a partir de 1941), Jefe de la División de Investigación de alta velocidad (a partir de 1945), Director Adjunto de Astronáutica (a partir de 1959), y, finalmente, Director del Centro (1965-1969).

## Investigación
Allen estaba interesado en toda la gama de la investigación aerodinámica. Sus estudios han girado en torno al vuelo subsónicos, transónico, supersónico e hipersónico. Cuando Estados Unidos se interesó en el diseño de misiles balísticos, Allen comenzó su investigación en dinámica y termodinámica de la reentrada atmosférica, así como en los efectos de la radiación e impactos de meteoritos en vehículos espaciales. Su contribución más significativa en esta área fue la idea de usar una punta roma (sin punta) en los vehículos espaciales, idea que se conoce como la "Teoría del cuerpo romo". Los misiles balísticos hasta entonces desarrollados por los Estados Unidos y la Unión Soviética, tenían el morro alargado y con la punta muy estrecha, lo que aportaba una resistencia relativamente baja al entrar en la atmósfera a altas velocidades. (Los transbordadores pueden superar en 25 veces la velocidad del sonido) Sin embargo, Allen demostró que un cuerpo romo, es decir, con la punta más redondeada, a pesar de tener una mayor resistencia, causa que la onda de choque se distancie del vehículo más que con la forma tradicional. De esta forma, el transbordador se calentaría menos. El calentamiento excesivo ha sido la mayor preocupación en el diseño tanto de misiles balísticos como de naves espaciales, ya que puede derretir la superficie del misil o la carrocería de la nave, respectivamente. Gracias al diseño de Harvey Allen se resolvió este problema. La teoría de Allen condujo al diseño de escudos térmicos ablativos, que protegen a los astronautas en misiones como el Proyecto Mercury, el Proyecto Gemini y el Apolo.

## Premios y distinciones
- Miembro del Instituto Americano de Aeronáutica y Astronáutica
- Miembro de la Real Sociedad Aeronáutica de Gran Bretaña
- Miembro de la Sociedad Americana de Astronáutica
- Miembro de la Sociedad Meteorítica
- Miembro de la Academia Nacional de Ingeniería
- Premio Sylvanus Albert Reed del Instituto de las Ciencias Aeroespaciales (predecesor de la Alaa) (1955)
- Wright Brothers Lectureship of the Institute of the Aerospace Sciences (1957)
- Medalla de Distinción del Servicio de la NACA (1957) Trofeo
- Trofeo Airpower de la Asociación de las Fuerzas Aéreas(1958)
- Medalla de la NASA al Logro Científico Excepcional (1965)
- Medalla Daniel Guggenheim Medal otorgada por, ASME y SAE (1969)